# José Negre
José Negre Oliveras (Ludiente, 13 de mayo de 1875-Argelers, 24 de diciembre de 1939) fue un anarquista español y militante de la CNT.

## Biografía

### Carrera
En 1875 nació Josep Negre i Oliveras en la localidad valenciana de Ludiente. Se instaló en Barcelona, donde trabajó como tipógrafo y en 1907 participó en la fundación de Solidaridad Obrera. En 1908, junto con Tomás Herreros Miguel, participó en la huelga de ocho meses contra el periódico El Progreso del Partido Republicano Radical. También fue miembro del comité de huelga formado durante la Semana Trágica de 1909.
Durante el congreso fundacional de la Confederación Nacional del Trabajo (CNT), el 19 de noviembre de 1910 Negre fue elegido primer secretario general del sindicato. En 1911 fue detenido y encarcelado por participar en una huelga de solidaridad con los mineros de Euskadi.
Tras su liberación, en 1913 asistió al Primer Congreso Sindicalista Internacional, celebrado en Londres del 27 de septiembre al 2 de octubre, donde pronunció su discurso en valenciano. El 1914 formó parte de una comisión clandestina de la Confederación Regional del Trabajo de Cataluña (en catalán: Confederació Regional del Treball de Catalunya, CRTC), que intentó reorganizar la CNT.
En 1916 se convirtió en redactor y director del periódico de la CNT Solidaridad Obrera, pero abandonó la militancia activa en 1917 después de que Salvador Seguí i Rubinat, Salvador Quemades y Manuel Buenacasa Tomeo le acusaran públicamente de simpatizar con las potencias centrales y de asociarse con la embajada alemana. Sin embargo, cuando comenzó la huelga de Tracción de Barcelona ya había regresado al aparato propagandístico de la CNT, por lo que en 1919 acabó encarcelado en el Pelayo, en el puerto de Barcelona.
Durante la guerra civil española colaboró en campañas de propaganda de la Unión de Industrias Siderúrgicas, y al finalizar el conflicto se exilió en Francia. Aquí fue internado en el campo de concentración de Argelès-sur-Mer, donde murió. Su familia estaba a cargo de su amigo, el anarquista francés Maxime Mattéi.

## Obras
- ¿Qué es el sindicalismo? (1919)
- Recuerdos de un viejo militante (1936)
- ¿Qué es el colectivismo anarquista? (1937)